# ولی اویا
ولی اویا (به لاتین: Weli Oya) یک منطقهٔ مسکونی در سری‌لانکا است که در ناحیه مولایتیوو واقع شده‌است.